# Arachnopus
Arachnopus är ett släkte av skalbaggar. Arachnopus ingår i familjen vivlar.

## Dottertaxa tillArachnopus, i alfabetisk ordning[1]
- Arachnopus acuminatus
- Arachnopus acutipennis
- Arachnopus affinis
- Arachnopus alboscapulatus
- Arachnopus anthonyi
- Arachnopus asignatus
- Arachnopus avus
- Arachnopus basalis
- Arachnopus bicolor
- Arachnopus biguttatus
- Arachnopus binotatus
- Arachnopus biplagiatus
- Arachnopus caudatus
- Arachnopus corpulentus
- Arachnopus costulatus
- Arachnopus demissus
- Arachnopus denudatus
- Arachnopus disparilis
- Arachnopus effigies
- Arachnopus fenestratus
- Arachnopus ferus
- Arachnopus fimbriatus
- Arachnopus finschi
- Arachnopus fortis
- Arachnopus fossulatus
- Arachnopus frater
- Arachnopus frenatus
- Arachnopus furcillifer
- Arachnopus gazella
- Arachnopus geometricus
- Arachnopus granulipennis
- Arachnopus gutt lifer
- Arachnopus imitator
- Arachnopus insuturatus
- Arachnopus interruptus
- Arachnopus lacerta
- Arachnopus lauceolatus
- Arachnopus loriai
- Arachnopus melanospilus
- Arachnopus misoriensis
- Arachnopus nepos
- Arachnopus nigrofimbriatus
- Arachnopus olivieri
- Arachnopus papua
- Arachnopus patronoides
- Arachnopus patronus
- Arachnopus pauxillus
- Arachnopus persona
- Arachnopus perspicuus
- Arachnopus phaleratus
- Arachnopus planatus
- Arachnopus praevius
- Arachnopus quadraticollis
- Arachnopus rugosus
- Arachnopus sannio
- Arachnopus scabiosus
- Arachnopus sectator
- Arachnopus semiruber
- Arachnopus simius
- Arachnopus stigmaticus
- Arachnopus striga
- Arachnopus subcostatus
- Arachnopus subfasciatus
- Arachnopus tenuisignatus
- Arachnopus tricolor
- Arachnopus tristiculus
- Arachnopus tristis
- Arachnopus wallacei
- Arachnopus vitticollis